# Caucahué
Caucahué es una isla de Chile ubicada en el archipiélago de Chiloé, Región de Los Lagos. Se encuentra en la comuna de Quemchi y tiene, al año 2017, 354 habitantes.

## Descripción
La isla se encuentra en el suroeste del golfo de Ancud, separada de la Isla Grande de Chiloé por el canal Caucahué. Tiene una superficie de 33 km² —lo que la convierte en la segunda isla más grande de la comuna, después de Butachauques— y forma de cuadrilátero, mientras que su extremo occidental está a solo 800 m del pueblo de Quemchi, al otro lado del canal. Sus principales sectores son Quinterquén, Queler, Morro Lobos Alto y Morro Lobos Bajo.

## Historia
Hallazgos de artefactos líticos en la costa oeste-suroeste han demostrado que la isla ha tenido asentamientos humanos por lo menos desde hace 4675 años AP.
Hacia 1681 —cuando el archipiélago de Chiloé ya cumplía más de un siglo bajo dominio español— Caucahué y Linao sumaban 106 indígenas tributarios y 233 personas en total (sin contar mujeres). Por su parte, la Compañía de Jesús consignó en 1735 la presencia de 14 familias y 79 personas en la isla, mientras que el misionero jesuita Segismundo Guell, en su relato de Chiloé escrito en 1769-70, la describió escuetamente como una isla «que tiene de circuito como 17 millas, donde hay un pueblo de indios con su pobre iglesia».
En las primeras décadas que siguieron a la incorporación de la provincia de Chiloé a Chile, la isla dependió del departamento de Chacao. Posteriormente, en 1855 —tras la reducción del número de los departamentos de la provincia de diez a cuatro—, quedó bajo la administración del departamento de Ancud. Hacia 1865, según el censo de ese año, la isla contaba con 588 habitantes. En 1891, en tanto, pasó a ser parte de la nueva comuna de Quemchi.
Al año 2017, su población es de 354 habitantes.

## Economía y servicios
La gran mayoría de los habitantes de la isla se dedica a la agricultura de subsistencia, y en menor medida a la recolección de algas y la pesca artesanal.
La isla cuenta con cuatro escuelas básicas, en los sectores Quinterquén, Queler, Morro Lobos Alto y Morro Lobos Bajo. También posee dos iglesias típicas de la escuela chilota de arquitectura religiosa en madera —en los sectores de Quinterquén y Queler— y dos postas rurales.

## Conectividad
Existen dos servicios de lanchas de pasajeros que conectan la isla con Quemchi: 
- El primero realiza el trayecto Estero Cuitá → Queter → Quemchi, con servicio siete veces a la semana (todos los días excepto los jueves).[10]

- El segundo realiza el trayecto Punta Pescuezo → Estero Punie → Quinterquén → Quemchi, con servicio para público general dos veces a la semana.[11]